# Piazza del Duomo (San Gimignano)
La piazza del Duomo di San Gimignano era il fulcro della vita religiosa e politica della cittadina nel medioevo. Si trova, con la vicina piazza della Cisterna (sede di mercato, di feste e tornei) all'incrocio tra l'asse nord-sud della via Francigena e l'asse est-ovest dell'antica strada Pisa-Siena.

## Storia
La piazza deve il suo nome alla Collegiata, che vi si trova dall'XI secolo, mentre l'aspetto attuale della piazza si configurò nella prima metà del Duecento, durante il periodo d'oro dell'economia e dell'importanza politica di San Gimignano. Risalgono a quel periodo i principali edifici pubblici e la "rotazione" del duomo, con una nuova facciata opposta al palazzo vecchio del Podestà.
Oggi la piazza si presenta lievemente in pendenza e con una pavimentazione ammattonata.

## Edifici
Di forma trapezoidale, il lato ovest è occupato dalla facciata della Collegiata in cima ad una scalinata. Sul lato opposto si trova il palazzo vecchio del Podestà, con la Torre Rognosa, accanto alla Torre Chigi. Il lato nord è dominato dalle gemelle torri dei Salvucci; quello sud dal palazzo nuovo del Podestà, con la loggia del Comune, affiancato dalla Torre Grossa.

## Altre immagini

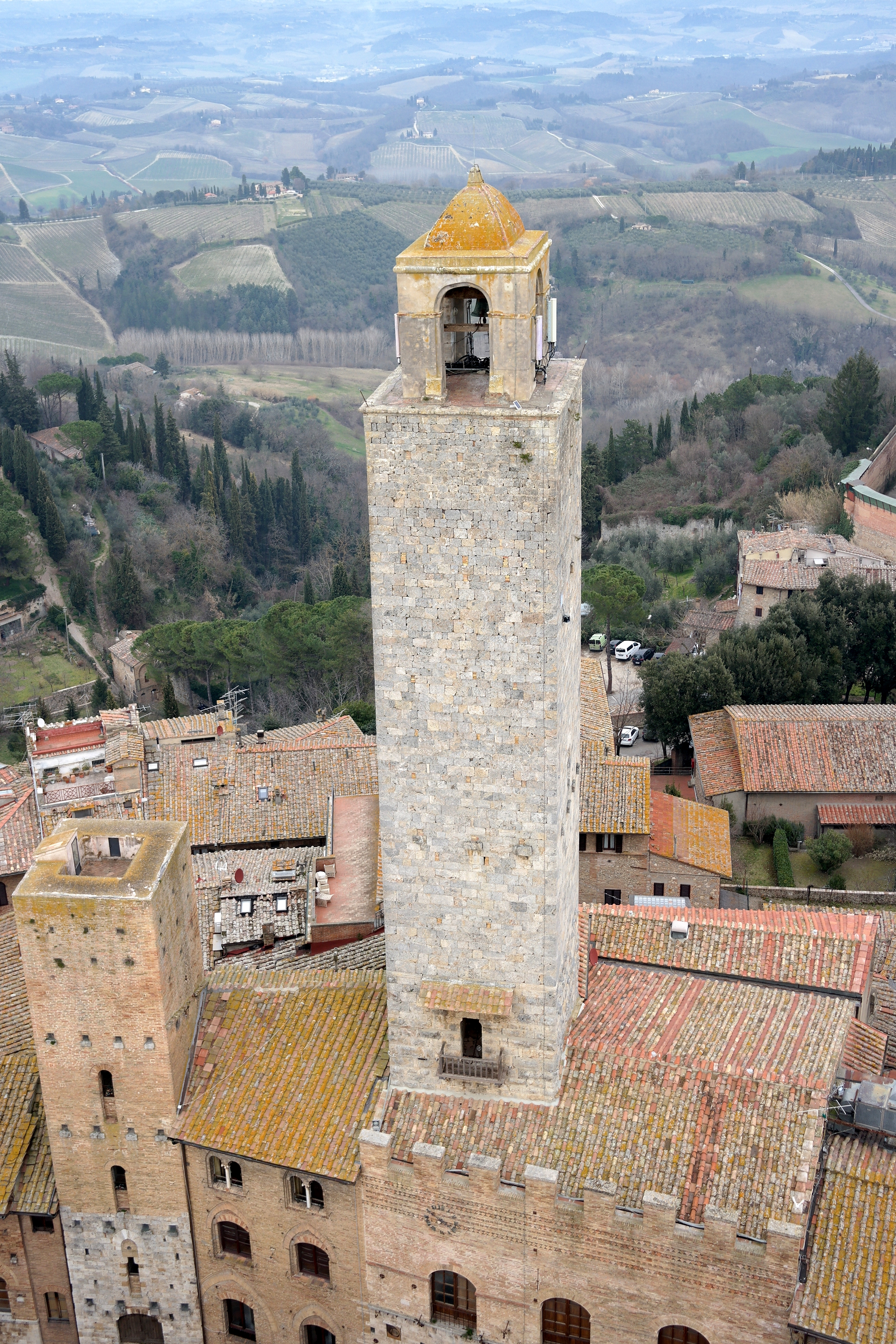
La Rognosa
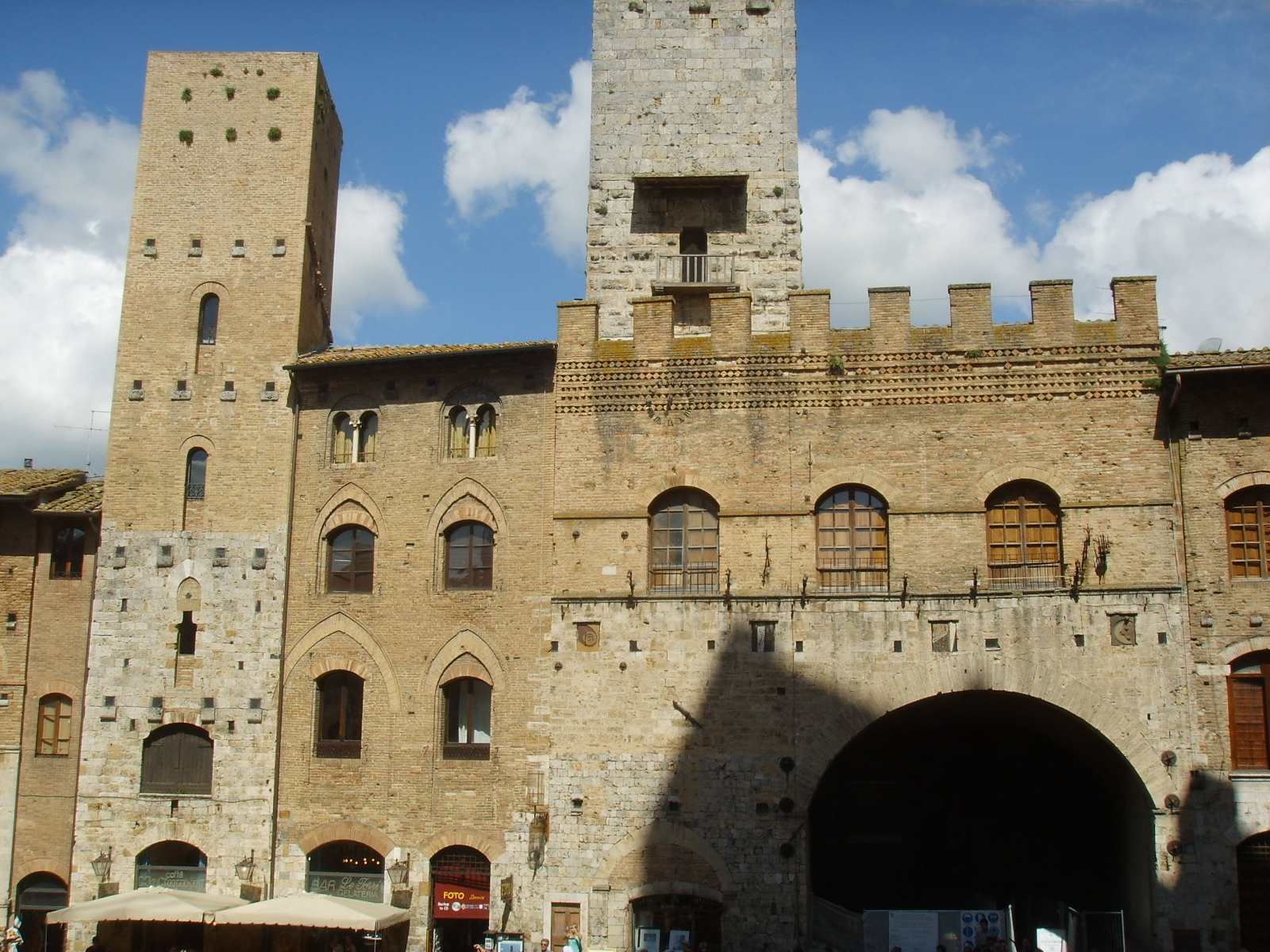
Il palazzo vecchio del Podestà e la torre Chigi (a sinistra)
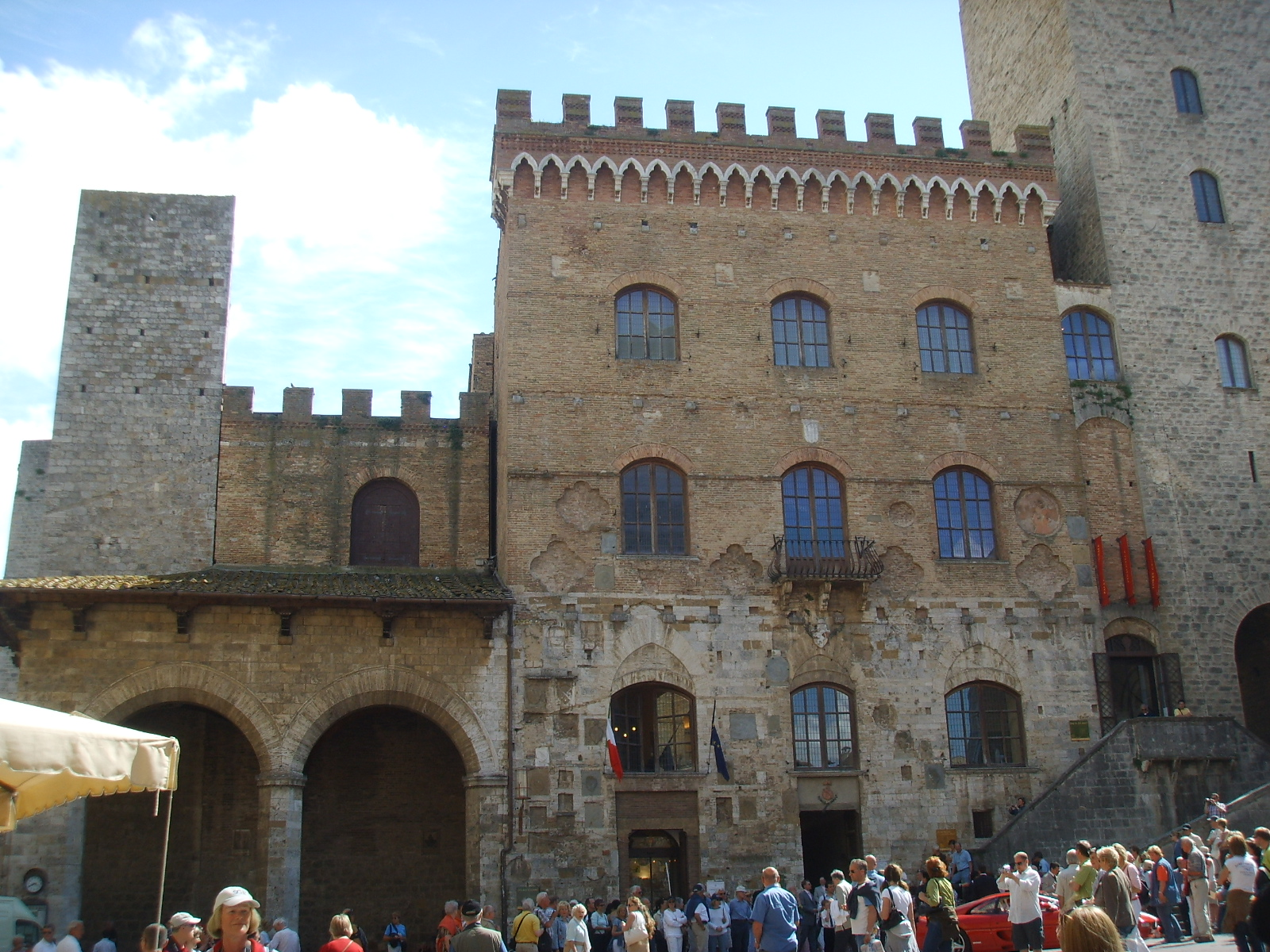
Il palazzo nuovo del Podestà
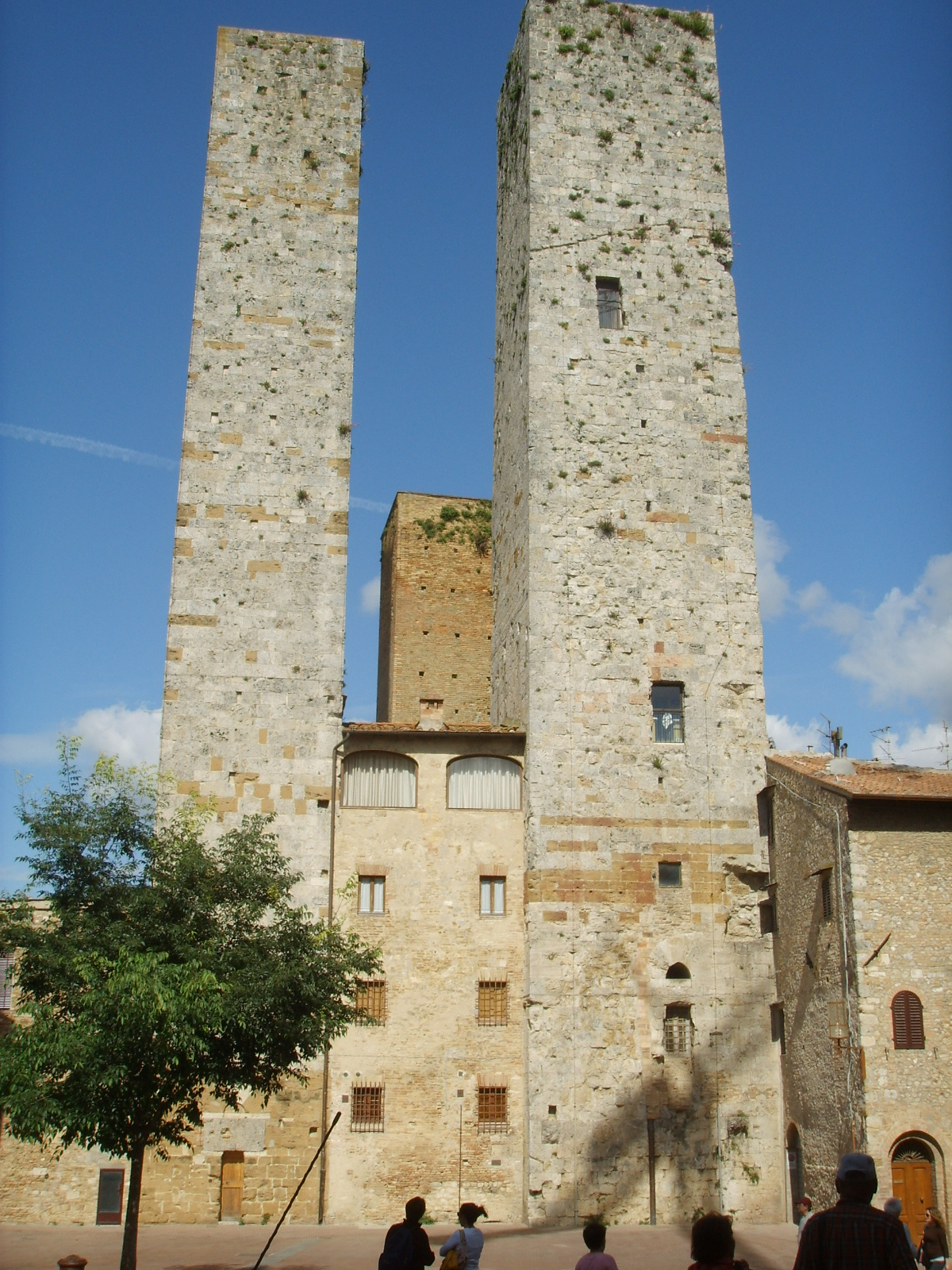
Le torri dei Salvucci
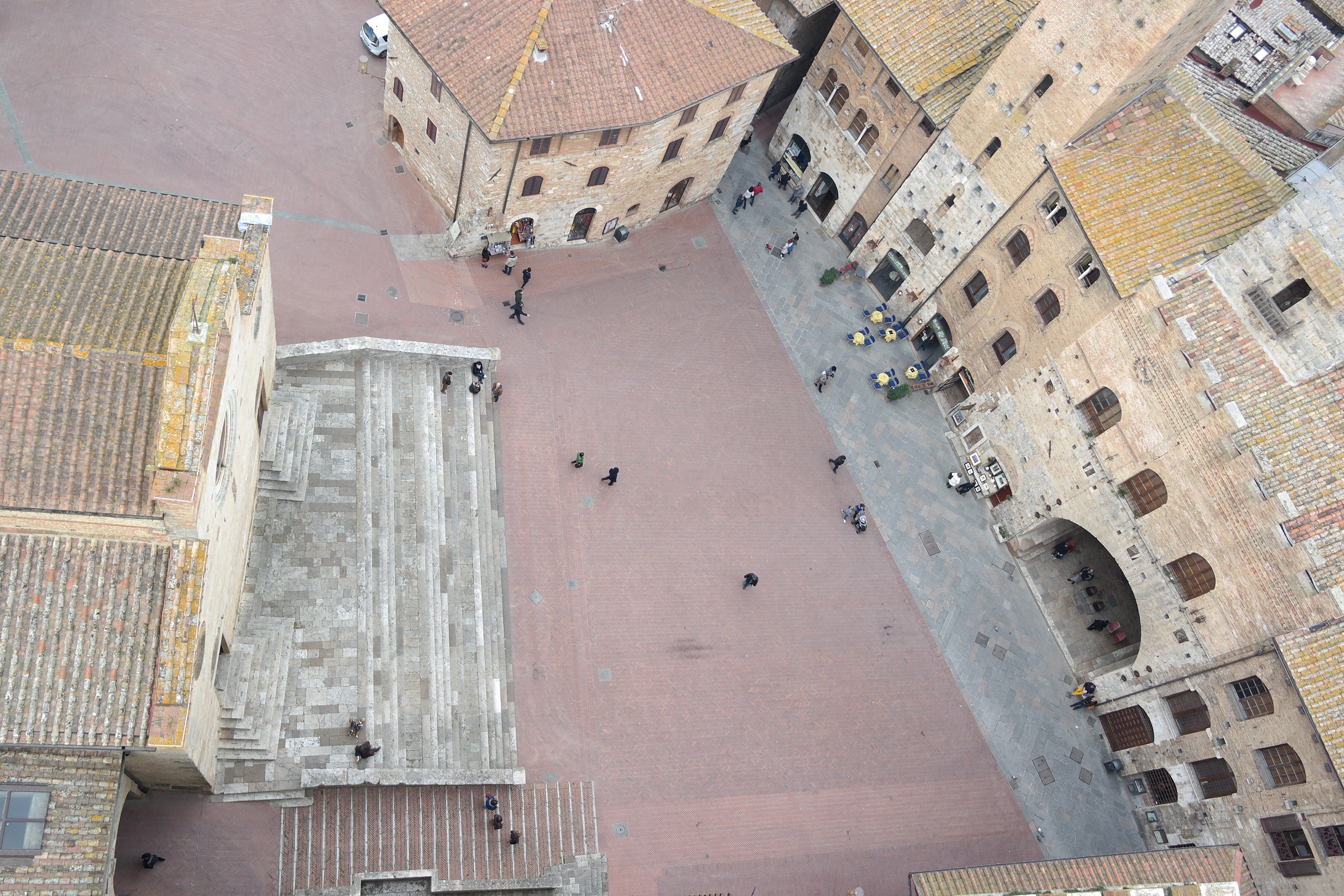
La piazza vista dalla Torre Grossa